# 周思源 (1938年)
周思源（1938年4月—，原名盛公正），男，浙江杭州人，北京语言大学汉语学院教授，著名红学家。现从事小说创作、《红楼梦》及古代小说研究，现当代文艺批评、中国文化研究。屬中國民主党派。

## 概述
- 1957年无锡市第一中学毕业。
- 1962年复旦大学中文系文学专业毕业。
- 北京市第三十一中学任语文教师。
- 1970年代末至北京语言学院（即北京语言大学）。
- 现为北京语言大学汉语学院教授、中国作家协会会员、中国电影家协会会员、中国鲁迅研究会会员、中国红楼梦学会常务理事、《红楼梦学刊》编委、中国中外传记文学研究会理事。

## 主要作品
- 历史小说：《文明太后》上下卷、《吴大帝孙权》等
- 《红楼梦魅力探秘》、《红楼梦创作方法论》等
- 学术性文章：《质疑康雍乾“盛世”》、《评亨廷顿“文明的冲突”》、《二十一世纪中国文化的世界地位》、《大观园为什么没有原型》、《论鲁迅对<孩儿塔>的评价》等
- 学术报告：《说不尽的〈红楼梦〉》、《〈红楼梦〉的创作方法》、《大观园为什么没有原型》、《二十世纪九十年代红学热点》、《正确看待康雍乾之世》、《从〈水浒传〉谈现代企业管理》等
- 策划与点评

## 家庭
盛传周思源是著名红学大师周汝昌的儿子，是周汝昌前妻所生，周汝昌前妻被休后改嫁绍兴人氏盛某，故起名为盛公正。文化大革命后，盛公正认祖归宗，更名为周思源。
而有报道称周思源本人出面辟谣，否认此说法。

## 个人言论
2010年5月，对于愈演愈烈的名人故里之争，周思源表示“把文化当作利益的奴隶，任意支使，不仅是不健康的文化观，也是不健康的经济观。绝对不要让文化屈从于金钱，把文化变成金钱的婢女，乃至妓女”。